# 東バルト語群
東バルト語群（ひがしバルトごぐん）はインド・ヨーロッパ語族バルト語派のもとに属する言語群。

## 分類
- 東バルト語群
  - リトアニア語
    - サモギティア語
    - アウクシュタイティヤ方言

  - ラトビア語
    - ラトガリア語

  - クロニア語†
  - セロニア語†
  - セミガリア語†

リトアニア語とラトビア語は現存するが、他の言語の中には消えたものや消えかかっているものもある。

## 歴史
紀元前5世紀ごろ、バルト祖語は東バルト語群と西バルト語群に分離した。